# Herbertus sakuraii
Herbertus sakuraii là một loài rêu tản trong họ Herbertaceae. Loài này được (Warnst.) S. Hatt. miêu tả khoa học lần đầu tiên năm 1947.